# 대한성공회 온수리성당
온수리성당(溫水里聖堂)은 1906년에 건립된 대한성공회 서울교구 소속의 한옥 성당이다. 2003년 10월 27일 인천광역시의 유형문화재 제52호 강화 온수리 성공회성당(江華溫水里聖公會聖堂)으로 지정되었다.

## 명칭
성당 주보 성인이 성 안드레아라서 성 안드레 성당이라고도 하는데, 성당명이 다른 이유는 안드레아 성인의 옛 번역어가 성 안드레였기 때문이다.

## 건축
이 교회는 1906년 영국인 주교 조마가(Mark N. Trollope)가 지은 성당 건물로 우리나라의 초기 서양 기독교 교회양식의 건물이다.
성당은 정면 3칸 측면 1칸이며 중앙 1칸을 2층 종루로 삼은 문루와 정면 9칸 측면 3칸의 본당으로 이루어진 건물인데 한국의 전통적인 건축기법을 활용하여 종교적인 성당건축 방법과 공간 구성을 확립한 동서 절충식 강당형의 목조건물이다.
당시 대한성공회 주교였던 조마가 주교에 의해 정면 3칸, 측면 9칸의 규모의 한옥으로 지어졌다.
지붕은 팔작지붕으로 되어있고, 용마루 양끝에는 연꽃 모양으로 된 곡선미를 살린 돌십자가가 달려 있다.
한옥성당 옆에는 2004년에 축성된 새 성당이 있다.
성당 옆의 사제관 건물은 2002년 2월 4일 인천광역시 유형문화재 제41호 《강화 온수리 성공회 사제관》으로 지정되었다.

## 같이 보기
- 대한성공회 서울교구
- 대한성공회 강화성당